# King Solomon's Mines (filme de 1937)
King Solomon's Mines (bra: As Minas do Rei Salomão; prt: As Minas de Salomão) é um filme britânico de 1937 do gênero aventura, dirigido por Robert Stevenson, com roteiro de Michael Hogan baseado no livro homônimo de Henry Rider Haggard, escrito em 1885. Esta versão cinematográfica é considerada a mais fiel ao livro em relação aos filmes de 1950 e 1985 e é a segunda adaptação ao cinema, já que em 1919 foi lançado o filme mudo com o mesmo título, dirigido por Horace Lisle Lucoque.
O longa-metragem foi produzido pela "Gaumont British Picture Corporation" e distribuído pela "General Film Distributors".

## Sinopse
- Ver resumo do enredo do livro

## Elenco
- Paul Robeson ...... Umbopa[6]
- Cedric Hardwicke ...... Allan Quartermain (não Quatermain, como no livro)[6]
- Roland Young ...... John Good
- John Loder ...... Henry Curtis[7]
- Anna Lee ...... Kathy O'Brien[6]
- Arthur Sinclair ...... Patsy O'Brien
- Robert Adams ...... Twala
- Arthur Goullet ...... Sylvestra Getto
- Ecce Homo Toto ...... Infadoos
- Makubalo Hlubi ...... Kapse
- Mjujwa ...... Scragga
- Sydney Fairbrother ...... Gagool[8]
- Frederick Leister ...... Diamond Buyer